# Чемпіонат України з цифрових кільцевих перегонів
Чемпіонат України з цифрових кільцевих перегонів — офіційний кіберспортивний чемпіонат з автомобільних перегонів, створений Автомобільною федерацією України у 2020 роціи. Промоутером серії була Комісія цифрового автоспорту, було проведено лише два сезон. У 2024 чемпіонат повернувся у форматі відкритого змагання з Формули-4 eSports Ukrainian F4 Championship.

## Історія
У травні 2020 року Автомобільною федерацією України була створена окрема Комісія цифрового автоспорту (КЦА ФАУ), завданням якої є «координація розвитку цифрових видів автоспорту». Після успішно проведеного RBR Чемпіонату України з віртуального ралі, КЦА запланувала проведення і інших спортивних подій.

### 2020
Восени 2020 року новостворена комісія заснувала чемпіонат з цифрових кільцевих перегонів, перший сезон якого отримав назву «Український Осінній Євротур GT4». Чемпіонат проходив на платформі Assetto Corsa. Призи видавав партнер серії Logitech.
Формат гоночного вікенду складався із передкваліфікації, на якій майже 100 гонщиків намагалися показати найкращий час на треку, кваліфікації, за результатами якої 23 найшвидші гонщики визначають свої позиції на старті та, власне, гонки. Також відбувалась додаткова гонка для тих, хто не зумів потрапити до двацятки найкращих.
Перша гонка проходила у віртуальній Монці поза заліком 31 жовтня. У листопаді проходили етапи на трасах Спа-Франкоршам, Каталунья, Імола та Нюрбургринг. Фінальний етап проходив на трасі Ред Булл Ринг. Чемпіоном за результатами 5-ти етапів був оголошений Артем Хорольський.

### 2021
Другий сезон Чемпіонату України з цифрових кільцевих перегонів розпочався 31 січня 2021 року вже на платформі iRacing. Мало місце п'ять етапів на трасах Лайм Рок Парк, Тсукуба, Олтон Парк, Лагуна Сека та Дейтона. Серед титульних спонсорів кожної з гонок значились відомі бренди, такі як Ауді, Logitech, автомобільний журнал Автоцентр та Mazda. 
Серед нововведень сезону 2021 - обов'язкове отримання офіційної гоночної ліцензії DRL від Автомобільної федерації України та набуття членства в цій організації, що підвищило рівень змагань та наблизило їх до "дорослого" автоспорту. 
Прямі трансляції гонок чемпіонату по телебаченню було забезпечено телеканалом Перший Автомобільний 
Початок сезону було затьмарено рядом непорозумінь між пілотами та організаторами, зокрема через вибір платної платформи iRacing замість безкоштовної Assetto Corsa, недопуск до змагань чемпіона 2020 року Артема Хорольського, а також невдоволенням пілотів щодо встановленого балансу продуктивності, які були впроваджені задля покращення паритету сил між автомобілями Audi та Kia. 
Четвертий етап чемпіонату, MAZDA Гран Прі було проведено на автомобілях Mazda MX-5 Cup.
За результатами 5-ти етапів, чемпіоном став Домінік Хорошавін

## Сезони
| Сезон | Платформа     | Чемпіон                  | Автомобіль  | Етапи | Прим.  |
| ----- | ------------- | ------------------------ | ----------- | ----- | ------ |
| 2020  | Assetto Corsa | Артем Хорольський (Київ) | Porsche     | 5     | [ 12 ] |
| 2021  | iRacing       | Домінік Хорошавін (Київ) | Audi, Mazda | 5     | [ 13 ] |

## Автомобілі
Згідно регламенту, змагання проводились на автомобілях:
- 2020[2]
  - Maserati GranTurismo GT4
  - Porsche Cayman GT4
- 2021[7]
  - Audi RS3 LMS TCR (1, 2, 3, 5 етапи)
  - Kia Optima (1, 2, 3 етапи)
  - Mazda MX-5 Cup (4 етап)